# Scomberomorus semifasciatus
Scomberomorus semifasciatus és una espècie de peix de la família dels escòmbrids i de l'ordre dels perciformes.

## Morfologia
Els mascles poden assolir els 120 cm de longitud total i els 10 kg de pes.

## Distribució geogràfica
Es troba al sud de Papua Nova Guinea i al nord d'Austràlia (des d'Austràlia Occidental fins al nord de Nova Gal·les del Sud).